# 虚拟打印机
虚拟打印机（Virtual Printer）是在计算机中通过一种软件来模拟打印机的设备。对于应用软件來說，并不知道虚拟打印机软件的存在，它們会把虚拟打印机像真实的打印机那样使用。只是真实的打印机会打印到现实的纸上，虚拟的打印机会把内容打印到计算机文件上。

## 功能
典型虛擬印表機的用途包括:
- 進行格式轉換，如輸出PDF或TIFF等文件。
- 傳送文件到傳真伺服器。
- 预览要打印的文件。
- 解决自己没有打印机，而有打印机的电脑上不一定能打开你要打印的文档的问题。

## 常见虚拟打印机软件
- Adobe Acrobat
- Microsoft XPS Document Writer
- Send To OneNote 2013
- novaPDF
- doPDF